# Ann Kristin Aarønes
Ann Kristin Aarønes (19 de enero de 1973, Ålesund, Noruega) es una exfutbolista noruega.
Fue la goleadora de Suecia 1995 con seis tantos en la que su selección se terminó proclamando campeón.
También es la sexta goleadora en la historia de los mundiales con 10 goles (récord junto con Heidi Mohr) convirtiéndose así en la futbolista de Noruega más goleadora del Campeonato del Mundo.